# Želetava
Želetava (Duits: Schelletau) is een Moravische vlek (městys) in de Tsjechische regio Vysočina, en maakt deel uit van het district Třebíč. Želetava telt 1504 inwoners (2023).

## Geschiedenis
- 1303 – De eerste schriftelijke vermelding van Želetava.
- 2013 – De gemeente Želetava krijgt (opnieuw) de status vlek.[1]